# La Llorona
 (janvier 2022).
Pour les articles homonymes, voir La Llorona (homonymie).

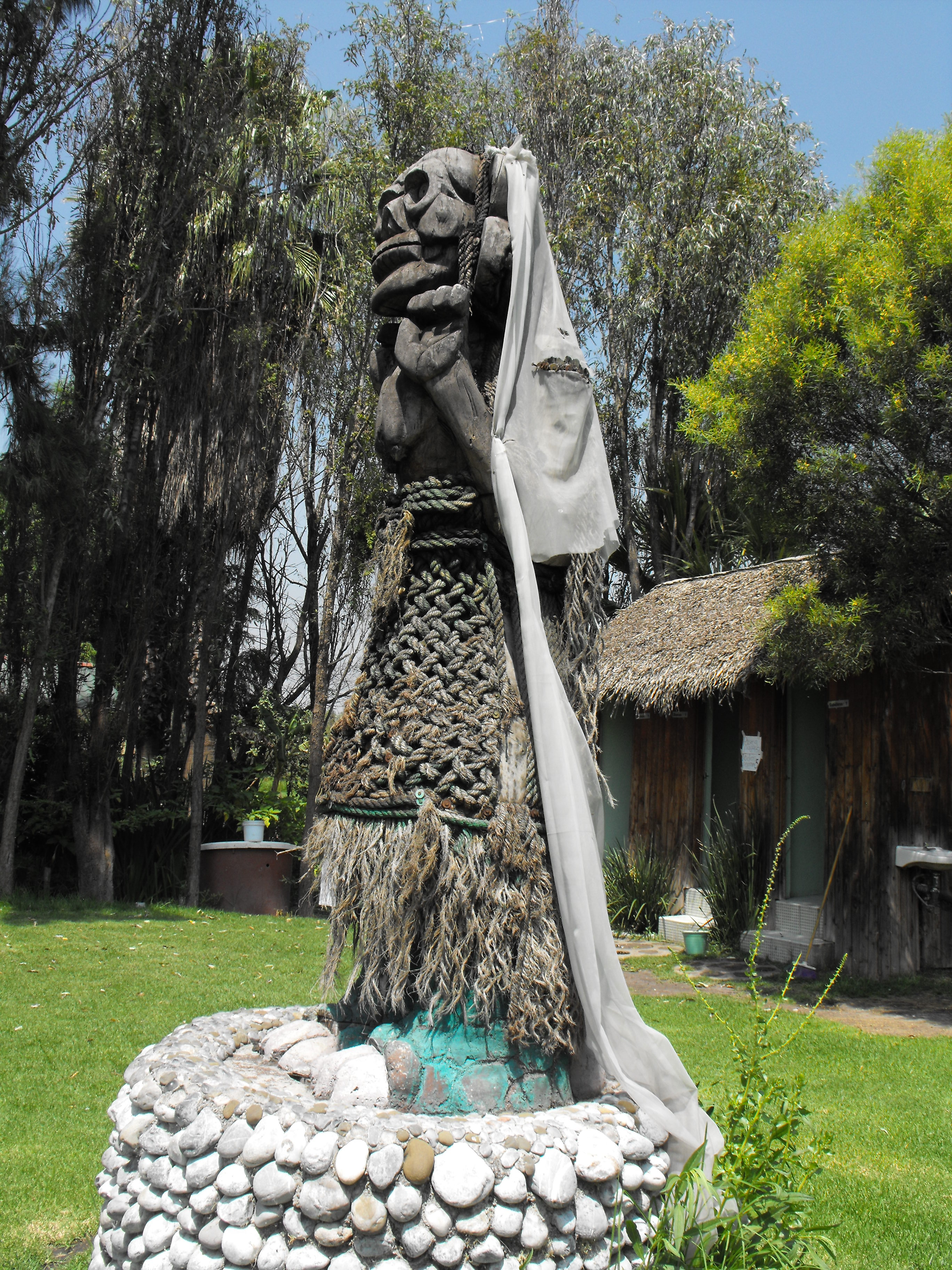

La Llorona (API : /la ʝoˈɾona/, prononcer « Yorona » ou « jorona », « la pleureuse » en espagnol), ou La dame blanche est un fantôme issu du folklore d'Amérique hispanique. Selon la légende, elle se présente comme l'âme en peine d'une femme ayant tué ses enfants, les cherchant après le regret dans la nuit près d'un fleuve ou d'un lac, effrayant ceux qui entendent ses cris de douleur perçants.
Il existe beaucoup de versions différentes de cette légende selon les régions, mais elles s'accordent toutes plus ou moins.

## Origine du mythe

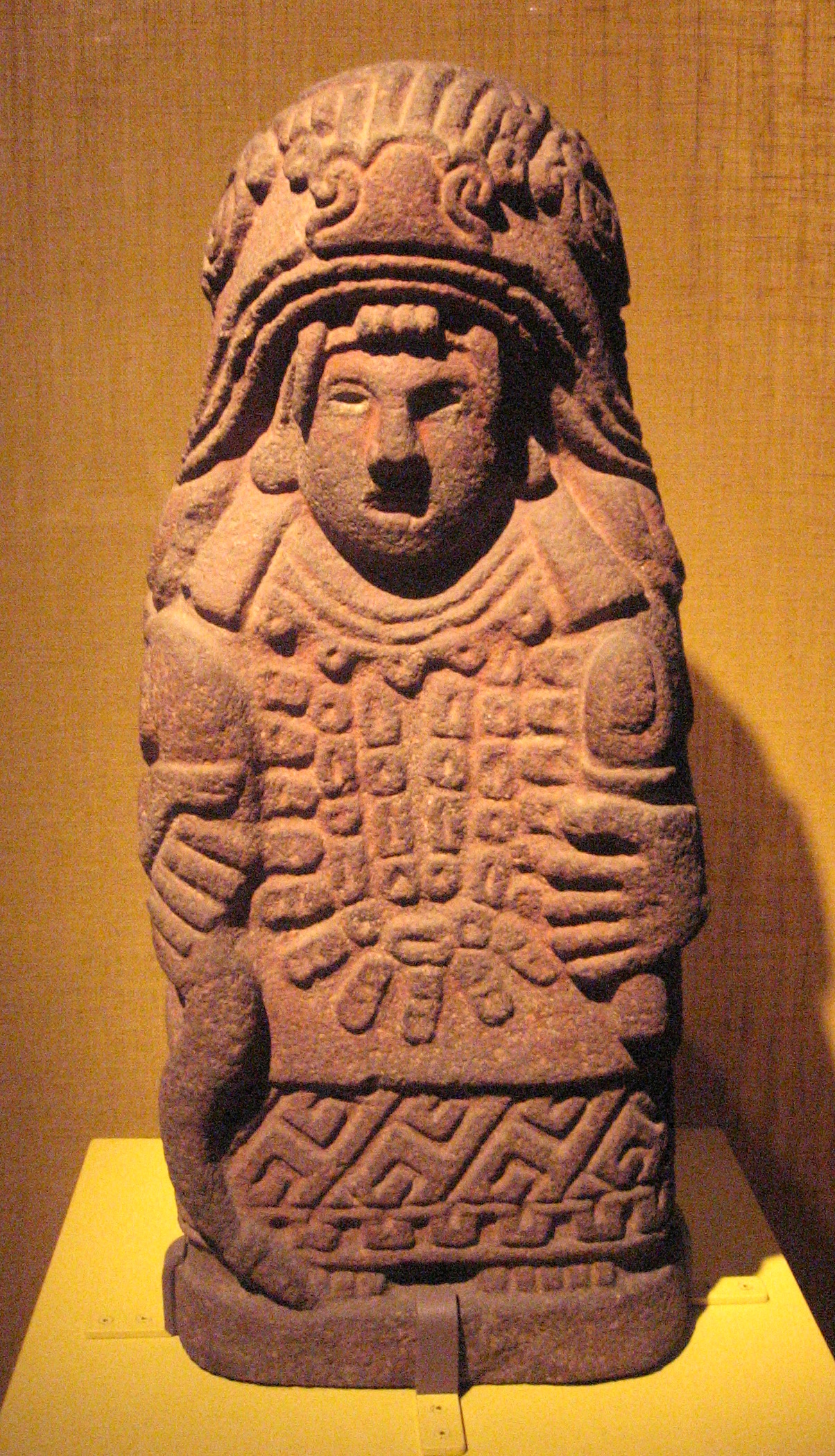
Statue de Cihuacoatl, une déesse aztèque de la fertilité (Museo Nacional Antropologia).

« …Très souvent on l’entendait : une femme pleurait, criant la nuit, errant en hurlant : « Mes enfants, déjà nous devons partir loin ! » Et parfois elle disait : « Mes enfants, où donc vous conduirai-je ? »… »

(Traduction du livre de Bernardino de Sahagún, Historia general de las cosas de Nueva España, 1956, IV, p. 82)

La présence d’esprits pleurant sur les rives des fleuves, pour diverses raisons, est une caractéristique récurrente de la mythologie aborigène des peuples préhispaniques. Ainsi, les récits de ces fantômes se retrouvent dans de nombreuses cultures précolombiennes, qui probablement avec la venue des conquistadors espagnols, furent intégrés au folklore de toute l’Amérique latine, cela étant dû à l’expansion de la dominance espagnole dans le continent. Cette légende fait référence à divers mythes de l’univers préhispanique, mais l’action se déroule dans le monde des conquêtes coloniales.
Au Mexique, certains chercheurs estiment que la Llorona, comme personnage de la mythologie et des légendes mexicaines, trouve ses origines dans des créatures ou divinités préhispaniques : Auicanime, pour les Purépechas ; Xonaxi Queculla, pour les Zapotèques, Cihuacóalt, pour les Nahuas, et Xtabay, pour les Lacandons. Elle est toujours assimilée à l’Au-delà, à la faim, à la mort, au péché et à la luxure. Dans le cas de Xtabay, cette déesse lacandonnienne est plutôt vue comme un esprit malin qui prend la forme d’une femme envoûtante dont le dos a la forme d’un arbre creux. Elle incite les hommes à la désirer, les rendant fous, pour pouvoir ensuite les tuer. Pareillement, la déesse zapotèque Xonaxi Queculla est une divinité de la mort, de l’Au-delà et de la luxure qui apparaît dans quelques représentations avec les bras décharnés. Si elle paraît séduisante au premier regard aux yeux des hommes qu’elle rend fous amoureux, elle se transforme ensuite en squelette et emporte les âmes de ses victimes dans l’Au-delà. Auicanime était considérée par les Purépechas comme la déesse de la faim (son nom peut se traduire par l’Assoiffée ou la Nécessiteuse). C’était également la déesse des femmes qui mouraient en donnant la vie pour la première fois, lesquelles, selon les croyances, devenaient alors des guerrières (Mocihuaquetzaque). Celles-ci se transformaient donc en divinités, et par conséquent, elles étaient priées et de nombreuses offrandes leur étaient offertes.
Enfin, Cihuacóalt était, pour les Mexicains, la déesse de la terre (Coatlicue) et de la fertilité et des accouchements (Quilaztli). En plus de cela, c’était une femme guerrière (Yaocíhuatl) et la mère de tous les Aztèques et de leurs dieux (Tonantzin). Mi-femme, mi-serpent ; elle émerge, selon la légende, des eaux du lac Texcoco pour pleurer ses enfants (les Aztèques), annonçant alors le sixième présage de la destruction de la culture mexicaine par les conquérants venus de la mer. Cihuacóalt présente trois attributs majeurs : ses cris et ses lamentations, la présence de l’eau (d’ailleurs Aztlán et Tenochtitlán étaient proches des eaux de ce lac, symbole d’une connexion physique mais également mythique), et les Cihuateteo, des esprits hurlant et gémissant la nuit, dont elle est maîtresse. Ces esprits sont ceux de femmes mortes en couches. Ils descendent sur terre certains jours du calendrier pour effrayer les passants au carrefour des chemins, tuant les enfants également présents.
L’abondance de déesses associées aux cultes phalliques et à la vie sexuelle fut le commencement non seulement de la légende de la Llorona, mais également de nombreux autres fantômes de femmes punissant les hommes, comme la Sihuanaba, la Cegua, ou encore la Sucia.

## Légende
C'est une des légendes mexicaines parmi les plus connues.
Il existe plusieurs versions de cette légende, mais la plus populaire raconte que, au milieu du XVIe siècle les habitants de l'ancienne Tenochtitlán fermaient portes et fenêtres, et toutes les nuits certains se réveillaient au son des pleurs d'une femme qui déambulait dans les rues. 
Ceux qui s'enquirent de la cause des pleurs durant les nuits de pleine lune dirent que la lumière leur permettait de voir que les rues se remplissaient d'un brouillard épais au ras du sol. Ils voyaient aussi une personne semblable à une femme, vêtue de blanc et le visage recouvert d'un voile, parcourant les rues à pas lents dans toutes les directions de la ville. Mais elle s'arrêtait toujours sur la grande place (Zócalo) pour s'agenouiller et lever son visage vers l'est, puis elle se levait et reprenait sa route. Arrivée sur la rive du lac de Texcoco, elle disparaissait. Peu se risquèrent à s'approcher de la manifestation fantomatique, mais ils apprenaient des révélations effrayantes ou mouraient.
On sait des autres versions que :
1. La version originale de la légende est d'origine mexica. Cette mystérieuse femme serait la déesse Cihuacoatl, vêtue comme une dame de cour précolombienne, qui criait lors de la Conquête du Mexique : « Oh, mes enfants ! Où pourrais-je vous emporter pour ne pas tous vous perdre ? » en annonce de terribles événements.
2. Une version indique que la Llorona est l'âme de La Malinche, punie pour avoir trahi les Mexicains durant la Conquête.
3. Une autre version relate la tragédie d'une femme riche et cupide, qui perdit ses richesses à son veuvage. Ne supportant pas la misère, elle noya ses enfants et mourut, mais revint de l'au-delà pour payer ses crimes.
4. Une autre version encore raconte que c'était une jeune fille amoureuse morte la veille de ses noces, et qui apportait à son fiancé la couronne de roses qu'elle n'avait pas pu porter.
5. Pour d'autres, il s'agissait d'une épouse morte en absence de son mari, revenant pour lui donner un baiser d'adieu.
6. Une dernière version assure que cette femme fut assassinée par son mari jaloux et réapparaissait pour déplorer sa mort et protester de son innocence.
7. Au Venezuela, le mythe a son origine aux Llanos vénézuéliens[1].

## Œuvres inspirées de la Llorona

### Chansons
En 1961, Chavela Vargas inclus dans son premier album la version chantée de La Llorona qui deviendra la plus populaire et sera reprise ensuite par de multiples artistes.
Lhasa de Sela nommera son premier album La Llorona, sorti le 2 avril 1998. Il correspond au besoin de Lhasa d'exprimer et d'explorer ses racines mexicaines, pays dont elle dit alors avoir la nostalgie.

### Films mexicains
- La Llorona (es) réalisé par Ramón Peón (1933).
- La herencia de la Llorona, réalisé par Mauricio Magdaleno (1947).
- La Llorona réalisé par René Cardona (1960).
- Les Larmes de la malédiction (La maldición de la Llorona), film fantastique de Rafael Baledón (1963).
- La venganza de La Llorona de la série Santo, el Enmascarado de Plata (1974).
- Las Lloronas, réalisé par Lorena Villareal (2004).

### Film américain
- La Malédiction de la dame blanche (The Curse of La Llorona), réalisé par Michael Chaves (2019) ( https://www.cineclubdecaen.com/realisateur/bustamante/lallorona.htm)
- The Legend of La Llorona (en), réalisé par Patricia Harris Seeley (en) (2022)
- Coco, 139e long métrage d’animation des studios Disney co-réalisé par Lee Unkrich et Adrian Molina en 2017, fait interpréter la chanson de la Llorona par deux de ses personnages.

### Film guatémaltèque
- La Llorona, réalisé par Jayro Bustamante (2019) (https://cinedweller.com/movie/la-malediction-de-la-dame-blanche-la-critique-du-film/)

### Série américaine
- Grimm dirigé par Holly Dale, saison 2, épisode 9 La Llorona (2012)
- From Dusk Till Dawn dirigé par Diego Gutierrez, saison 3, épisode 7 La Llorona (2016)
- Riverdale (série télévisée) saison 6, épisode 2 Ghosts Stories (2021), réalisé par Gabriel Correa

"L'amante éplorée" de la série "Sleepy Hollow" en 2014-2015 (https://g.co/kgs/aEzpNp)
- "La dame blanche" de la série "Supernatural" en 2005 (https://g.co/kgs/zC4NX8)

### Livres
- Des contes pour enfants de Gloria Anzaldúa.
- Un livre pour enfant de Joe Hayes
- Un livre de Juan Trigos
- Un recueil de contes de Judith S. Beatty
- Un recueil de nouvelles de Alma Luz Villanueva, Weeping Woman: La Llorona and Other Stories.
- Un recueil de poèmes de Alicia Gaspar de Alba.
- Ray John De Aragon, The Legend of La Llorona, Sunstone Press, 2006.
- Llorona, de Roberto Cuevas García, Guatemala, Artemis Edinter, 2010.
- Llorona on the rocks, de Charlotte Bousquet, Éditions Argemmios, 2010.